# Joseph Alessi
Joseph Alessi, detto Jo (Detroit, 20 settembre 1959), è un trombonista e insegnante statunitense, Primo Trombone della New York Philharmonic e professore di trombone alla Juilliard School di New York.

## Biografia
Nacque a Detroit, ma ha frequentato le scuole superiori a San Rafael in California. Il padre, era un trombettista professionista di musica classica, mentre la madre era una cantante lirica del coro della Metropolitan Opera House di New York. Suo fratello minore, Ralph Alessi, è un trombettista jazz. Ha mostrato il suo talento musicale fin dall'adolescenza,  finendo a 16 anni il corso di studi alle superiori e entrando successivamente a far parte dell'orchestra del San Francisco Ballet. In questo periodo è comparso anche come solista con la San Francisco Symphony. Tra il 1976 ed il 1977, dopo un'audizione, è entrato al Curtis Institute of Music di Filadelfia, dove è rimasto fino al 1980.

## Carriera
Durante il terzo anno al Curtis, Alessi vinse l'audizione come sostituto per Secondo Trombone della Philadelphia Orchestra, per poi vincere il concorso, come titolare, per lo stesso ruolo. Ha occupato quella posizione per quattro stagioni, e, dopo una stagione come Primo Trombone della Montreal Symphony Orchestra, ha vinto il concorso per la stessa posizione alla New York Philharmonic, prendendo servizio nella primavera del 1985.
Fece il suo debutto come solista con la New York Philharmonic nel 1990, eseguendo Fantasy for Trombone del compositore Paul Creston. Nel 1992 ha eseguito con la sua orchestra la prima esecuzione assoluta del Trombone Concerto di Christopher Rouse. In quegli stessi anni iniziò una carriera da solista che lo ha portato a suonare in ogni parte del mondo. La sua discografia si compone di oltre quattordici album, oltre a diverse partecipazioni a registrazioni con altri artisti. Nel 1999 ha registrato con il soprano Susan Narucki il brano, Star-Child, di George Crumb, dove figura come trombone solista. La registrazione vinse nel 2001 il 43° Grammy Award nella categoria Migliore composizione classica contemporanea (Best Classical Contemporary Composition).
Nel 1986, poco dopo essere entrato nella New York Philharmonic, entra a far parte dei docenti della Juilliard School. Grazie al suo contributo, la classe di trombone della Juilliard aumenta la sua reputazione internazionale, divenendo una delle migliori scuole di trombone, mentre il Juilliard Trombone Choir si afferma come ensemble scolastico, prendendo anche parte a diverse registrazioni discografiche. Dal 1999 Alessi tiene annualmente l'Alessi Seminar, un seminario che si svolge alternativamente negli Stati Uniti ed in Italia. La manifestazione, che include lezioni, musica da camera e concerti, richiama musicisti da tutto il mondo. Diversi studenti di Alessi ricoprono attualmente posizioni di prestigio in orchestra di tutto il mondo.
Joseph Alessi e il virtuoso svedese Christian Lindberg sono fra i migliori trombonisti di questi anni. Come riconoscimento del suo immenso contributo al mondo del trombone, nel 2002 ha ricevuto l'ITA Award, il premio più prestigioso riconosciuto dalla International Trombone Association.

## Discografia

### Registrazione da solista
- Beyond the End of the Century - con Jonathan Feldman, piano (Summit Records DCD-309)
- Bone-A-Fide Brass - con Imperial Brass (Summit Records DCD-480)
- Illuminations - con la University of New Mexico Wind Symphony (Summit Records DCD-367)
- New York Legends (Cala Records CACD0508)
- Nicola Ferro: Caliente - Latin music (CD Baby)
- Return to Sorrento (Naxos Records 8.570232)
- Slide Area - con Jonathan Feldman, piano (Summit Records d'Note DCD-130) - 1992
- Slide Partners - 100 Years of American Trombone Virtuosity (Dillon Music CD004)
- Trombonastics (Summit Records DCD-314)
- Trombone Recital Tour in Japan 2011 (Pro Arte Musicae PAMP-1047)
- Visions - con il Columbus State University Wind Ensemble; direttore Robert Rumbelow (Summit Records DCD-486)
- An American Celebration; Volume II - inclusa le registrazioni del Rouse Concerto con la New York Philharmonic (New York Philharmonic Special Editions)
- Christopher Rouse: Gorgon - con la Colorado Symphony Orchestra; direttore Marin Alsop (RCA 09026-68410-2)
- Eric Nathan: Multitude Solitude (Albany Records TROY1586)
- Fandango - con Philip Smith, tromba; University of New Mexico Wind Symphony (Summit Records DCD-271)
- French Wind Band Classics - con Royal Northern College of Music Wind Orchestra; direttore Timothy Reynish (Chandos Records CHAN 9897)
- Hora Decima Brass Ensemble (Summit DCD 363)
- Maestro - con Foden's Band; direttore Bramwell Tovey (Egon CD-SFZ136)
- Melinda Wagner: Concerto for Trombone and Orchestra; Four Settings; Wick - con la New York Philharmonic; direttore Lorin Maazel (Bridge Records 9345)
- Passaggi: Music for Wind Band - con il The Hartt School Wind Ensemble; direttore Glen Adsit (Naxos 8.572109)
- Rock Stars - con la University of Florida Wind Symphony; direttore David A. Waybright Mark Masters 9409-MCD)
- Song of Exuberance - con i Metro Brass; direttore Charles Baker (Dillon Music DILLONCD001) - 2001
- The 66th Annual Midwest Clinic - In Honor of Our Mentors - 2012 - con Senzoku Gakuen College of Music Blue Tie Wind Ensemble; direttore Masato Ikegami (Mark Records 50306-MCD)

### Registrazioni con ensemble
- Four of a Kind: Music for Trombone Quartet - con Blair Bollinger, Scott Hartman, and Mark Lawrence (Summit Records DCD-123) - 1991
- Four of a Kind 2: Take me out to the ball game - con Blair Bollinger, Scott Hartman, and Mark Lawrence (Summit Records DCD-345) - 2003
- Trombones Under the Tree - con Mark Lawrence, Carl Lenthe e M. Dee Stewart (Summit Records DCD-146) - 1993
- Collage, the New York Trombone Quartet Plays! - con Edward Neumeister, James E. Pugh e David Taylor (TNC CD 1441) - 2013
- Just for Fun - World Trombone Quartet con Michel Becquet, Jörgen van Rijen e Stefan Schulz (arcantus arc 16004) - 2016

### Registrazioni con orchestra
- George Crumb: 70th Birthday Album - The Complete Works, Volume 3 - con l'Orchestra filarmonica di Varsavia (Bridge 9095)
- Gustav Mahler: Terza Sinfonia in Re minore con la New York Philharmonic, direttore Leonard Bernstein (Deutsche Grammophon 427 328-2)
- Charles Wuorinen: Choral Works - con l'Orchestra del Minnesota (Koch 37336-2)